# Harry Cooper (Musiker)
Harry Cooper (* 1903 in Lake Charles, Louisiana; † 1961) war ein US-amerikanischer Jazztrompeter der Swingära.

## Leben und Wirken
Cooper, der in Louisiana, dann in Kansas City (Missouri) aufwuchs, lernte auf der dortigen Lincoln High School Trompete. Anschließend begann er ein Architekturstudium am Hampton Institute in Hampton (Virginia); daneben spielte er mit lokalen Bands. Nachdem Cooper sein Studium aufgegeben hatte, zog er nach Baltimore und wurde Begleitmusiker der Blues- und Jazzsängerin Virginia Liston, mit der er schließlich nach New York kam. Dort engagierte Liston weitere Musiker, die als Seminole Syncopators firmierten und von dem Pianisten Graham Jackson geleitet wurden. Erste Plattenaufnahmen Coopers  mit den Seminole Syncopators (u. a. mit Prince Robinson, Graham Jackson und Bernard Addison) entstanden 1924 für OKeh.
Nach einem dreimonatigen Engagement mit der Gruppe in Atlanta kehrte Cooper Ende 1924 nach New York City zurück und arbeitete in der ersten Hälfte der 1920er-Jahre in der dortigen Jazzszene uber. a. mit Elmer Snowden und Billy Fowler; 1925 spielte er kurze Zeit in Kansas City bei Bennie Moten, mit dem er auch im Mai 1925 für OKeh aufnahm. In den folgenden Jahren wirkte er in New York auch bei Aufnahmen von Annie Summerford/Eddie Heywood, Clara Smith, Sara Martin und des Cotton Club Orchestra mit, dem er ab 1925 angehörte.  Im Juli und Dezember 1925 spielte er für OKeh unter eigenem Namen (Harry’s Happy Four, mit R. Q. Dickerson (Kornett), Earres Prince (Piano) und dem Banjospieler Charlie Stamps) die Titel „Swinging That Swing“ und „St. Louis Chant“ sowie „Western Melody“ und „Blue, That’s All“ ein, letztere beide mit Louis Metcalf statt Dickerson.
Im Februar 1925 wurde Cooper (neben Leroy Rutledge) als zweiter Trompeter Mitglied von Duke Ellington’s Washingtonians; da er den (infolge seines Alkoholismus zunehmend unzuverlässigen) Trompeter Bubber Miley ersetzen sollte, bestand Ellington darauf, dass Cooper auch „Growling“ lernte. Am 19. März 1926 entstanden auch Aufnahmen mit dem Ellington-Orchester für Pathé, „George Grind“ und „Parlor Social Stomp“; am 30. März folgten die Gesangsnummern „Wanna Go Back Again Blues“ und „If You Can’t Hold The Man I Love“ (mit Sonny Greer als Bandvokalist). 1926 spielte Cooper noch mit Buddy Christian’s Creole Five, bevor er die Vereinigten Staaten verließ und zunächst in England arbeitete, wo 1928 Aufnahmen mit Leon Abbey entstanden.
Ab 1929 lebte Cooper in Frankreich; Ende 1929 nahm er in Paris mit Sam Woodings Orchester auf. Im folgenden Jahrzehnt spielte er dort u. a. in der Begleitband des Sängers James Boucher (u. a. mit Arthur Briggs, Albert Wynn, Willie Lewis), bei Maceo Jefferson and His Boys (u. a. mit Arthur Briggs, Frank „Big Boy“ Goudie, Freddy Johnson und Elisabeth Welch, Gesang). Wie Briggs und Jefferson blieb auch Cooper während der Zeit der deutschen Besatzung in Frankreich; die Auftrittsbedingungen verschlechterten sich für ihn aufgrund seiner Herkunft massiv. 1942 kam es zu Aufnahmen mit Pierre Fouad; im Januar und Mai 1943 hatte Cooper Gelegenheit, unter eigenem Namen mehrere Plattenseiten für das Label Swing einzuspielen (Harry Cooper et son Orchestre, mit Robert Mavounzy, Sylvio Siobud, Felix Valvert, Jack Diéval, Pierre Gérardot, Lucien Simoëns, Armand Molinetti). Dabei entstanden die Titel „Nuages“, „Blues 43“, „Lune Rousse“, „Allegro“, „Caprice en Ut“ und „Nos Impressions“, eine Version des Standards „Body and Soul“. In diesem und im Folgejahr war er mit Hubert Rostaing und Jerry Mengo im Aufnahmestudio.
Nach der Befreiung spielte Cooper bei Eddie Barclay und 1947 noch mit Louie Williams and His Crazy Rhythm (u. a. mit Eddie Barclay, Jean-Pierre Sasson, Emmanuel Soudieux). Nach letzten Aufnahmen für Blue Star unter eigenem Namen („Hit That Jive, Jack“) verschwand er aus der Musikszene. Im Bereich des Jazz war er von 1924 bis 1947 an 34 Aufnahmesessions beteiligt.